# دكرور مغداف
دُكْرُور مِغْدَاف نوع من الطيور في فصيلة الدكروريات . توجد في شبه القارة الهندية وجنوب شرق آسيا .

## الوصف
يطول من 25 إلى 27.5 سم ، باستثناء ريش الذيل الخارجي (نحو 30-40 سم حتى نهاية الذيل) ؛ يراوح متوسط الوزن عند الذكور من 39 إلى 49 غرام وعند الإناث من 35.5 إلى 44 غرام. 

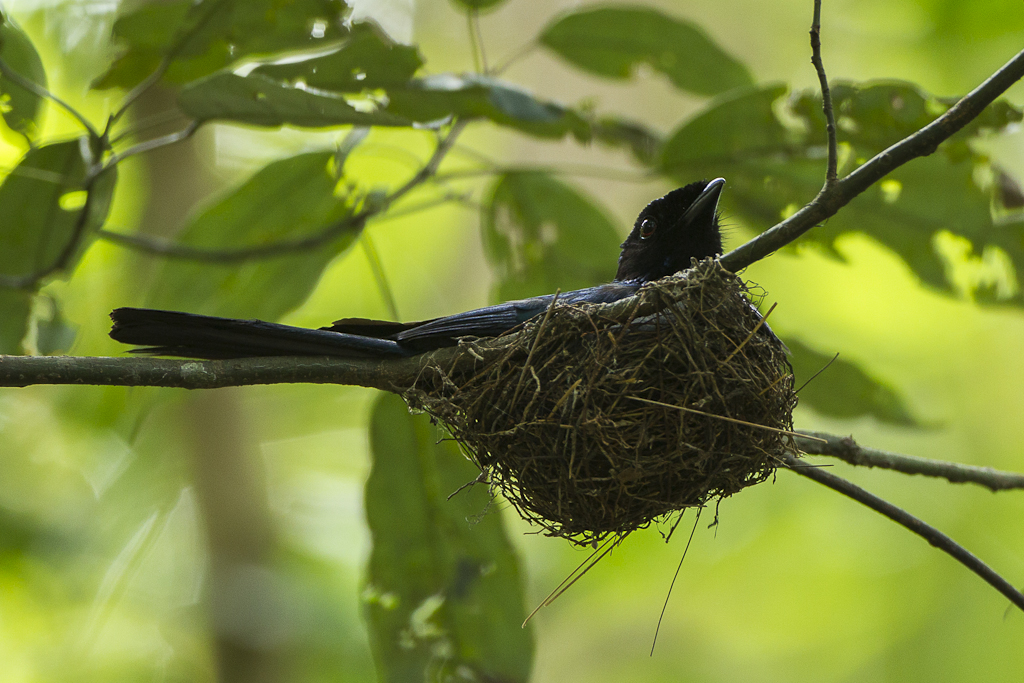
دكرور مغداف حاضن لبيضه في حديقة وطنية في تَيْلَند